# 딘 코크란
딘 코크런(Dean Cochran, 1969년 3월 18일 ~ )은 미국의 배우이다.
뉴올리언스에서 태어났다.

## 출연 작품

### 영화
- 아미티빌 6 (1992, Amityville 1992: It's About Time)
- 데드 화이터 (1994, A Dangerous Place)
- 배트맨 4: 배트맨과 로빈 (1997)
- 폰 부스 (2002)
- Shark Zone (2003)
- 지옥의 영웅 (2005, The Cutter) - 에디 역
- 행운을 돌려줘 (2006)
- 미트 더 스파르탄 (2008)
- 액츠 오브 바이올런스 (2008)

### 텔레비전
- 더 볼드 앤 더 뷰티풀 (2007-09)